# カムチャツカ地方の行政区画
カムチャツカ地方の行政区画（カムチャツカちほうのぎょうせいくかく）では、ロシア連邦、カムチャツカ地方の行政区画について記述する。
カムチャツカ地方は2014年現在、11の地区、3つの町、2つの都市型集落からなる。
かつてはこの地域にカムチャツカ州が置かれており、現在のコリャーク管区はコリャーク自治管区として、カムチャツカ州に属しながら別個の連邦構成主体だった。2005年10月23日に投票によりカムチャツカ州とコリャーク自治管区の合併が決定され、2007年7月1日にカムチャツカ地方が成立した。

## 行政区画
- コリャーク管区
  - 地区(ラヨン):
    - カラガ地区 (Карагинский)

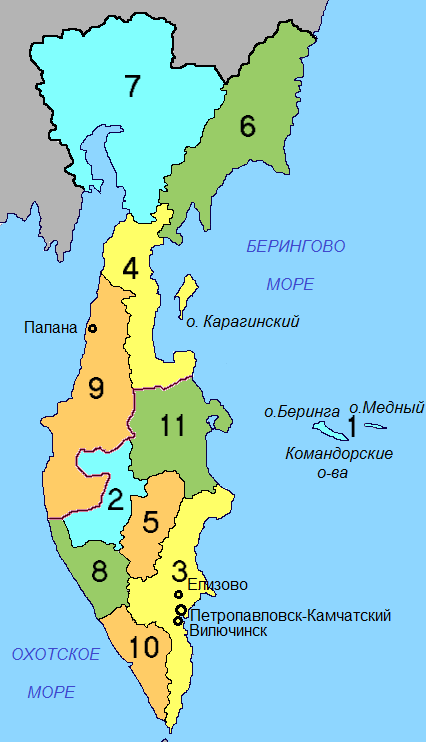
カムチャツカ地方の行政区画
1. アレウト地区、2. ビストリンスキー地区、3. エリゾヴォ地区、4. カラガ地区、5. ミリコヴォ地区、6. オリュトルスキー地区、7. ペンジナ地区、8. ソボレヴォ地区、9. チギリ地区、10. ウスチ＝ボリシェレツク地区、11. ウスチ＝カムチャツク地区

    - オリュトルスキー地区 (Олюторский)
    - ペンジナ地区 (Пенжинский)
    - チギリ地区 (Тигильский)
      - 都市型集落 (地区の管轄下)
        - パラナ (Палана) (管区の中心地)
- 町 (政府の直轄)
  - ヴィリュチンスク (Вилючинск)
- 町 (カムチャツカ地方の管轄下)
  - ペトロパブロフスク・カムチャツキー (Петропавловск-Камчатский) (地方の中心地)
  - エリゾヴォ (Елизово)
- 地区(ラヨン):
  - アレウト地区 (Алеутский)
  - ビストリンスキー地区 (Быстринский)
  - ミリコヴォ地区 (Мильковский)
  - ソボレヴォ地区 (Соболевский)
  - ウスチ＝ボリシェレツク地区 (Усть-Большерецкий)
  - ウスチ＝カムチャツク地区 (Усть-Камчатский)
  - エリゾヴォ地区 (Елизовский)
    - 都市型集落 (地区の管轄下)
      - ヴルカンニ (Вулканный)